# Журавська сільська рада (Кіровський район)
Жура́вська сільська́ ра́да — адміністративно-територіальна одиниця та орган місцевого самоврядування в Кіровському районі Автономної Республіки Крим. Адміністративний центр — село Журавки.

## Загальні відомості
- Населення ради: 5 113 особи (станом на 2001 рік)

## Населені пункти
Сільській раді були підпорядковані населені пункти:
- с. Журавки
- с. Видне
- с. Маківське
- с. Новопокровка
- с. Тутівка

## Склад ради
Рада складалася з 26 депутатів та голови.
- Голова ради: Гуцул Олена Василівна

### Керівний склад попередніх скликань
| Прізвище, ім'я, по батькові       | Основні відомості                                                             | Дата обрання | Дата звільнення |
| --------------------------------- | ----------------------------------------------------------------------------- | ------------ | --------------- |
| Сайдахметов Сейтмамут Мустафаєвич | Сільський голова, 1959 року народження, безпартійний                          | 26.03.2006   | 31.10.2010      |
| Гуцул Олена Василівна             | Сільський голова, 1969 року народження, освіта незакінчена вища, позапартійна | 31.10.2010   |                 |

Примітка: таблиця складена за даними сайту Верховної Ради України

### Депутати
За результатами місцевих виборів 2010 року депутатами ради стали:

#### За суб'єктами висування
| Суб'єкт висування           | Кількість обраних депутатів | %    |
| --------------------------- | --------------------------- | ---- |
| Партія регіонів             | 18                          | 69,2 |
| Самовисування               | 6                           | 23,1 |
| Комуністична партія України | 2                           | 7,7  |

#### За округами
| № округу                    | Прізвище, ім'я, по батькові       | Дата визнання обраним | Освіта             | Партійна приналежність | Відомості про обраного депутата                |
| --------------------------- | --------------------------------- | --------------------- | ------------------ | ---------------------- | ---------------------------------------------- |
| Комуністична партія України |                                   |                       |                    |                        |                                                |
| 15                          | Русецький Ігор Антонович          | 05.11.2010            | вища               | позапартійний          | тимчасово не працює                            |
| 19                          | Єніков Іван Олександрович         | 05.11.2010            | середня            | позапартійний          | тимчасово не працює                            |
| Партія регіонів             |                                   |                       |                    |                        |                                                |
| 1                           | Матвіюк Галина Михайлівна         | 05.11.2010            | середня            | член Партії регіонів   | пенсіонер                                      |
| 2                           | Нестеренко Ольга Миколаївна       | 05.11.2010            | середня спеціальна | член Партії регіонів   | Феодосійський ВЗ, начальник                    |
| 3                           | Меміділаєв Мустафа Рейзаєвич      | 05.11.2010            | середня            | позапартійний          | ДК, Журавки, спортінструктор                   |
| 5                           | Чернова Олена Вацлавівна          | 05.11.2010            | середня спеціальна | член Партії регіонів   | дитячий садок с. Журавки, завгосп              |
| 7                           | Масаликіна Світлана Олександрівна | 05.11.2010            | вища               | член Партії регіонів   | Журавська загальноосвітня школа, вчитель       |
| 9                           | Каширська Зульфія Шавкатівна      | 05.11.2010            | середня спеціальна | член Партії регіонів   | сільська рада, бібліотекар                     |
| 10                          | Гром Світлана Петрівна            | 05.11.2010            | середня спеціальна | член Партії регіонів   | сільська рада, начальник ВОС                   |
| 11                          | Нестеренко Любов Миколаївна       | 05.11.2010            | середня спеціальна | член Партії регіонів   | сільська рада, касир                           |
| 12                          | Абдуллаєва Лейля Амітівна         | 05.11.2010            | середня спеціальна | позапартійна           | дитячий садок с. Журавки, мед. робітник        |
| 13                          | Буянова Ольга Вікторівна          | 05.11.2010            | середня спеціальна | член Партії регіонів   | тимчасово не працює                            |
| 18                          | Золотаревська Ольга Михайлівна    | 05.11.2010            | вища               | член Партії регіонів   | Новопокорівська загальноосвітня школа, вчитель |
| 20                          | Куликова Марина Леонідівна        | 05.11.2010            | середня            | член Партії регіонів   | тимчасово не працює                            |
| 21                          | Кружаєва Світлана Петрівна        | 05.11.2010            | середня            | член Партії регіонів   | продавець                                      |
| 22                          | Хітров Сергій Миколайович         | 05.11.2010            | середня спеціальна | член Партії регіонів   | тимчасово не працює                            |
| 23                          | Міронов Віктор Миколайович        | 05.11.2010            | середня спеціальна | член Партії регіонів   | тимчасово не працює                            |
| 24                          | Єршова Марія Йосипівна            | 05.11.2010            | середня            | член Партії регіонів   | Новопокорівська загальноосвітня школа, завгосп |
| 25                          | Переверзева Ірина Миколаївна      | 05.11.2010            | середня            | член Партії регіонів   | приватний підприємець                          |
| 26                          | Переверзев Юрій Анатолійович      | 05.11.2010            | середня            | член Партії регіонів   | тимчасово не працює                            |
| Самовисування               |                                   |                       |                    |                        |                                                |
| 4                           | Мємєтова Ленора Аріфівна          | 05.11.2010            | вища               | позапартійна           | ПП, продавець                                  |
| 6                           | Муждабаєв Асан Сетхалімович       | 05.11.2010            | середня спеціальна | позапартійний          | тимчасово не працює                            |
| 8                           | Чубарова Мерєм Умерівна           | 05.11.2010            | середня спеціальна | позапартійна           | Журавська загальноосвітня школа, вчитель       |
| 14                          | Ільясов Ільяс Абджимільєвич       | 15.11.2010            | середня            | позапартійний          | дитячий садок «Журавушка», охоронець           |
| 16                          | Саледінов Сійран Ізетович         | 05.11.2010            | середня            | позапартійний          | ПП «Ліля», продавець                           |
| 17                          | Ібрагімов Іззет Куртумерович      | 05.11.2010            | середня            | позапартійний          | пенсіонер                                      |